# La Vall de Boí
La Vall de Boí este o localitate în Spania în comunitatea Catalonia în provincia Lleida. În 2006 avea o populație de 1.079 locuitori.
Bisericile romanice din Vall de Boí au fost înscrise în anul 2000 pe lista patrimoniului cultural mondial UNESCO.

## Galerie de imagini

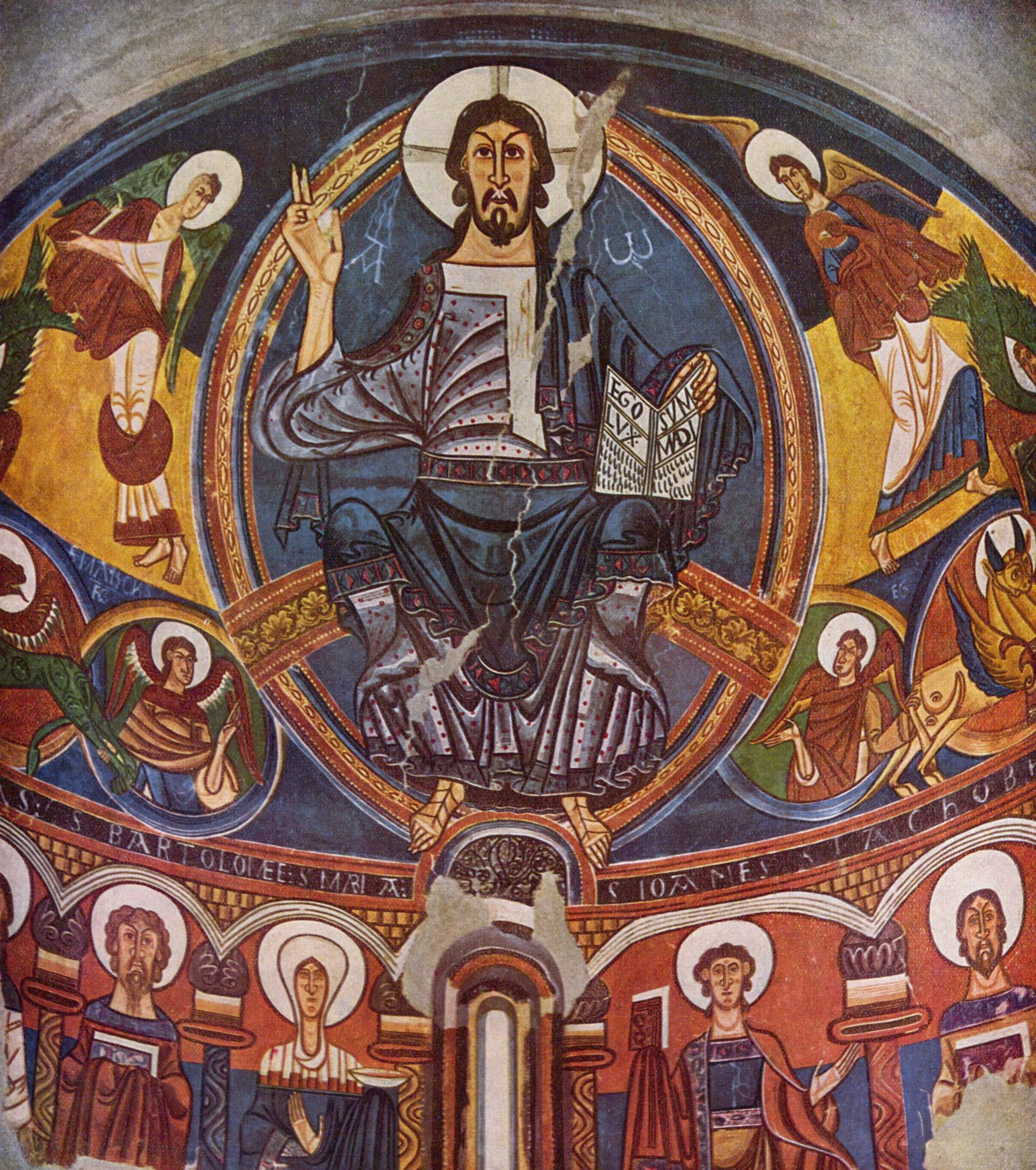
Christos Pantocrator, Biserica Sant Climent din Taüll
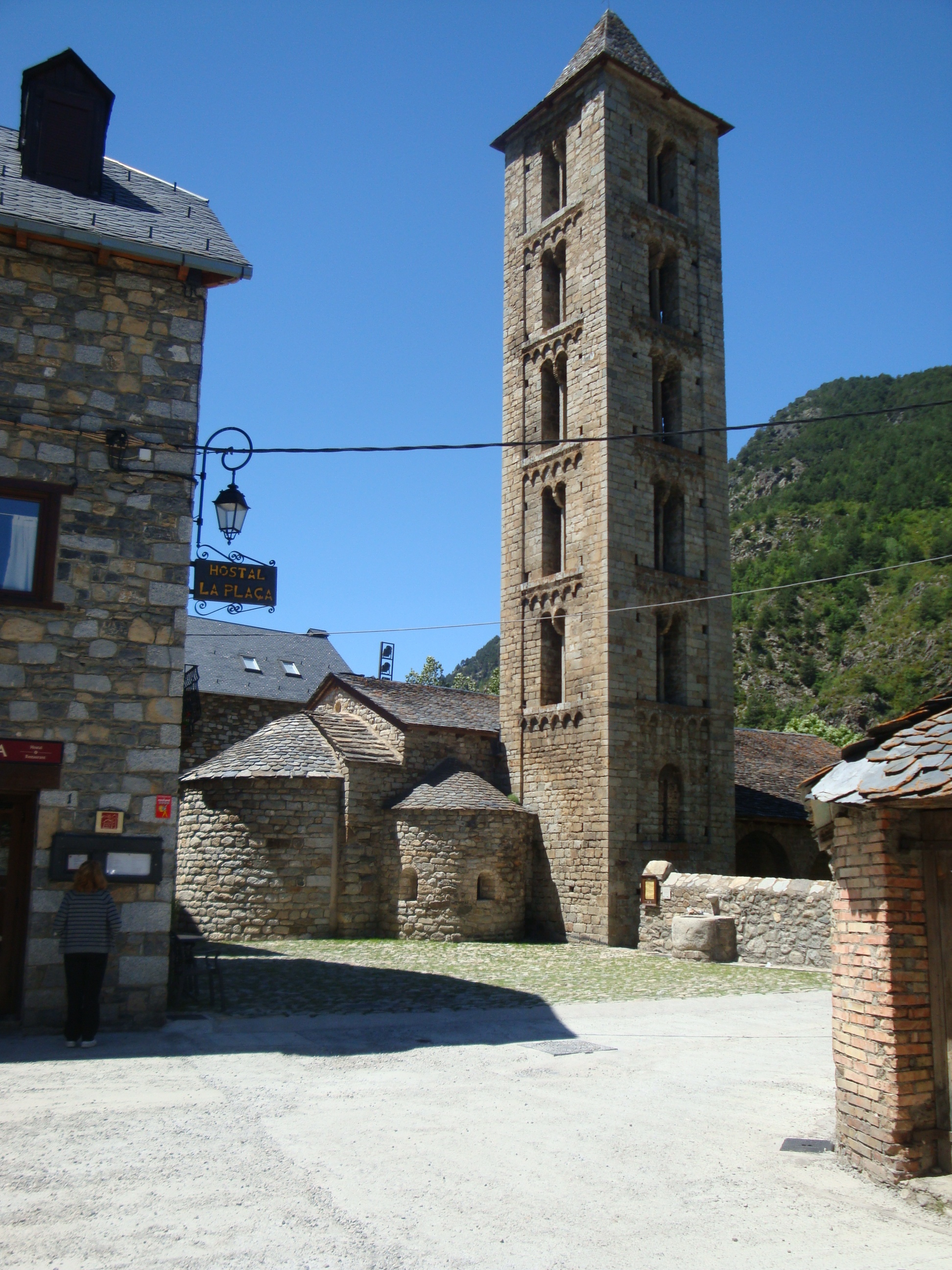
Santa Eulàlia d’Erill la Vall